# San Jorge (Spagna)
San Jorge (in valenciano Sant Jordi) è un comune spagnolo di 582 abitanti situato nella comunità autonoma Valenciana.
Il comune è anche noto col toponimo valenciano Sant Jordi del Maestrat.